# Claire Mathieu
Claire Mathieu (anteriorment Kenyon) és una científica informàtica i matemàtica francesa, coneguda per la seva recerca en algoritmes d'aproximació, algoritmes en línia, i teoria de subhasta. És directora de recerca al Centre Nacional de la Recerca Científica (CNRS).
Va obtenir el doctorat a la Universitat de Paris-Sud l'any 1988, sota la supervisió de Claude Puech. Va treballar al CNRS i l'ENS Lyon de 1991 a 1997, a Paris-Sud de 1997 a 2002, a l'École Polytechnique de 2002 a 2004, i a Universitat de Brown de 2004 a 2011 abans de retornar al CNRS el 2012.
La van convidar a fer una conferència l'any 2014 al Col·loqui Internacional sobre Autòmates, Llengües i Programació de Copenhague i al Simposi en Algoritmes Discrets, a San Diego, Califòrnia, el 2015. El 2019, va guanyar la medalla de plata del CNRS. El 2020, va ser nomenada cavallera de la Legió d'Honor.